# Rising in the East
Rising In The East is een live-dvd van de Britse heavymetalband Judas Priest, uitgebracht in 2005. Dit optreden is gefilmd in de Nippon Budokan in Tokio (Japan).

## Tracklisting
1. The Hellion
2. Electric Eye
3. Metal Gods
4. Riding On the Wind
5. The Ripper
6. A Touch of Evil
7. Judas Rising
8. Revolution
9. Hot Rockin'
10. Breaking The Law
11. I'm A Rocker
12. Diamonds and Rust
13. Worth Fighting For
14. Deal With the Devil
15. Beyond the Realms of Death
16. Turbo Lover
17. Hellrider
18. Victim of Changes
19. Exciter
20. Painkiller
21. Hell Bent for Leather
22. Living After Midnight
23. You've Got Another Thing Comin'

## Bezetting
- Rob Halford (zanger)
- K.K. Downing (gitaar)
- Glenn Tipton (gitaar)
- Ian Hill (bas)
- Scott Travis (drums)